# پورتو کنکوردیا
پورتو کنکوردیا (انگلیسی: Puerto Concordia) نام شهری در کشور کلمبیا است.